# 日々かりめろ
日々かりめろ（ひびかりめろ）は、日本のJ-POPユニット。茨城県出身在住の2人組アコースティックバンド。略称はひびかり

所属事務所はoffice日々かりめろ。レコード会社は日々レコード。

茨城を中心に全国で活動する。高田梢枝と菊池一俊の2人組音楽ユニット。茨城県在住では珍しいツアーミュージシャン。
2019年12月22日、東京国際フォーラムにて単独コンサート『家族家族』を開催した。

## メンバー
- 高田 梢枝（たかだ こずえ、血液型AB型、1983年11月14日（41歳） - ）：ボーカル・ギター
- 菊池 一俊（きくち かずとし、血液型B型、1973年4月27日（52歳） - ）：パーカッション・コーラス

## 来歴
メジャー契約終了後、シンガーソングライターとして個人で活動していた高田に、茨城県を舞台に映画製作を行うカミスガフィルムクリエイトのプロデューサーだった菊池が映画の挿入歌を依頼した事をきっかけに、高田は菊池と2016年10月1日からプロデューサー契約をするが、同じ10月27日に出演した茨城放送のスマイル・スマイルPlus生放送中に、高田からユニット結成の申し出があり、その場で結成した。
二人は、その時のパーソナリティであった木村さおりが「日々かりめろの生みの親」だと話している。
2017年から全国ツアーを開始。2019年10月には通算1000ステージを達成。2020年には274本のライブを行う。2020年以降、「年間ライブ本数日本一」を掲げ、活動している。

### デビュー
2016年10月、Bリーグサイバーダイン茨城ロボッツの公認応援ソング『BlueBorg』をファーストシングルとして発表し、ハーフタイムショーに出演。
2016年11月には、常陸大宮市の高校生が製作した映画の主題歌として『HomeTown』を発表、以降、県内各地のイベント等に積極的に出演している。

### フルアルバム
2016年2月5日に1stアルバム『かりめろな日々』発売
2017年1月31日に2ndアルバム『ガムシャラな日々』発売
2018年11月28日に3rdアルバム『三枚目の3枚目』発売
2020年1月8日に4thアルバム『バラエティ大作戦』発売
2021年6月2日に5thアルバム『115 ヒビゴー』発売
2022年10月5日に6thアルバム『紀行録』発売
2023年8月23日に7thアルバム『SeventhHaven』発売
2024年8月28日に8thアルバム『ハッピーパレード』発売
楽曲は主に作詞を菊池一俊、作曲を高田梢枝が担当している。（8作とも全国流通リリース）
アルバムには必ず寸劇などを含めCDの最大収録時間である74分、目一杯収録し、名実ともに『フルアルバム』として発表している。

### 手売り手渡し1000枚
2017年からは、毎年フルアルバムをリリースすると同時に、必ず手売り手渡し1000枚を達成するまでインストアライブなどを中心にほぼ毎日ライブを行う。1stアルバムは8ヶ月、2ndアルバムは6ヶ月、3rdアルバムは4ヶ月で達成した。
結成3年目で、ライブ本数も1000ステージを超え、2019年12月、東京国際フォーラムで単独コンサートを超満員で開催。
2020年、4枚目のフルアルバム「バラエティ大作戦」をリリースした直後、コロナ禍になり、多くのミュージシャン、ライブハウス、ショッピングモールが音楽を止めてしまった中、ひたすらライブをやり続け、2020年は通算274本のライブを行い、12月には延期になった東京単独コンサートの代わりに、地元茨城の常陸大宮市民センターロゼホールでのコンサートを開催。4thアルバムも1000枚手売り手渡しを達成した。
2021年5月には有明の東京ビッグサイトTFTホールで単独コンサートを開催。（直後に5thアルバム「115」をリリース）10月には二人の地元である茨城県のザ・ヒロサワシティ会館にて結成5周年記念の単独コンサートを開催。2021年は通算305ステージ。
以降、毎年アルバムをリリースしては手売り1000枚を達成しながら活動している。
手売り手渡し1000枚にこだわるのは「自分たちの音楽を直接聞いてもらい、CDを直接買ってもらうことが応援してくれるファンを増やし、そのファンに直接感謝を伝えることができる唯一の方法」。

### 東京ホール単独コンサート
2019年から継続して東京のホールで単独コンサートを開催している。（コロナ禍で延期もあり）
2019年12月22日「家族会議」東京国際フォーラムにて「家族会議」を開催。
2020年「東京家族2020」東京ビッグサイトTFTホールで開催予定だったが、コロナ禍で会場が使えなくなり中止。
2021年5月30日「東京家族2021」東京ビッグサイトTFTホール　緊急事態宣言下での開催で定員50％で強行開催した。
2022年11月27日「東京家族2022」東京ビッグサイトTFTホール　バンドスタイルにて開催
2023年11月26日「東京家族2023」東京ビッグサイトTFTホール　バンドスタイルにて開催
2024年11月23日「東京家族2024」有楽町マリオン「I’M A SHOW（アイマショウ）」　バンドスタイルにて開催
2026年1月11日「東京家族2026」有楽町マリオン「I’M A SHOW（アイマショウ）」　バンドスタイルにて開催予定

### 主なフェス・大型イベント出演歴
- 『ワングーフェス』茨城県つくば市[8]
- 『八郷の山の音楽祭』茨城県石岡市[9]
- 『霞ヶ浦KOHANロック』茨城県土浦市[10]
- 『大空マルシェ』茨城県東海村[11]
- 『立川いったい音楽まつり』東京都立川市[12]
- 『栄ミナミ音楽祭』愛知県名古屋市[13]
- 『秦野たばこミュージックフェスタ』神奈川県秦野市
- 『茨城愛』茨城県水戸市
- 『水戸まちなかフェスティバル』茨城県水戸市
- 『高円寺フェス』東京都杉並区
- 『ガヤガヤ★カミスガ』茨城県那珂市
- 『なかひまわりフェス』茨城県那珂市
- 『奥久慈大子まつり』茨城県大子町
- 『クリスマスタウン』茨城県鉾田市
- 『ごじゃっぺ音楽祭』茨城県ひたちなか市
- 『あんこう祭』茨城県大洗町

## ディスコグラフィ

### シングル
| #      | 発売日         | タイトル   | JANコード | 備考                                     |
| ------ | -------------- | ---------- | --------- | ---------------------------------------- |
| 1st    | 2016年10月27日 | BlueBorg   | HBKR001   | サイバーダイン茨城ロボッツ公認応援ソング |
| 2nd    | 2016年11月15日 | Home Town  | HBKR002   | 映画『HomeTown』主題歌                   |
| マキシ | 2017年2月5日   | 青春三部作 | HBKR003   | 1stアルバムと同時リリース                |

### アルバム
| #   | 発売日         | タイトル         | JANコード | 備考                                                                                     |
| --- | -------------- | ---------------- | --------- | ---------------------------------------------------------------------------------------- |
| 1st | 2017年2月5日   | かりめろな日々   | HBRI011   | 修正なしの一発録りでライブ感にこだわったアルバム                                         |
| 2nd | 2018年1月31日  | ガムシャラな日々 | HBRI012   | プロ野球BCリーグ茨城アストロプラネッツ応援ソング、東海村大空マルシェテーマソングなど収録 |
| 3rd | 2018年11月28日 | 三枚目の3枚目    | HBRI013   | 三枚目ミュージシャンが三度目の正直を信じて世に放つ3枚目のフルアルバム                    |
| 4th | 2020年1月8日   | バラエティ大作戦 | HBRI014   | 笑いと涙と感動のオンパレード、抱腹絶倒74分                                               |
| 5th | 2021年6月2日   | 115 ヒビゴー     | HBKR015   | ライブを止めない日々かりめろ、結成5年で5枚目のフルアルバム、完成。                       |
| 6th | 2022年10月5日  | 紀行録           | HBKR016   | 日本全国を車中泊で回りながら繋がったお店、ひと、まちをテーマにした旅の記録               |
| 7th | 2023年8月23日  | SeventhHaven     | HBKR017   | やめられない、とまらない、クセになる。あなたの休息充電器                                 |
| 8th | 2024年8月28日  | ハッピーパレード | HBKR018   | 今日が楽しくなって明日が待ち遠しくなる そんな8枚目です。                                 |

## 応援ソング・テーマソング採用曲
- 『BlueBorg』　Bリーグサイバーダイン茨城ロボッツ公認応援ソング
- 『AstroForce』　BCリーグ茨城アストロプラネッツ公認応援ソング
- 『大空と潮風と』　東海村大空マルシェ公式テーマソング
- 『イシカワで乾杯』　ひたちなか市枝川にある『お酒の遊園地イシカワ』のCMソング
- 『ふるさとの贈り物』　石岡市で毎年8月11日に開催される『八郷の山の音楽祭』のテーマソング
- 『パンダがまちにやってくる』茨城県日立市パンダ誘致応援ソング
- 『ボクらの街はボクらの音楽であふれてる』ごじゃっぺ音楽祭テーマソング
- 『えがおのおまじない』那珂市瓜連のラーメン店「がんこ一番」テーマソング
- 『Stand up yell !!』茨城県のチアリーディングチーム「d-for」テーマソング
- 『流行歌』京都市にあるライブハウス「Live Spot RAG」テーマソング

## 出演番組
FMぱるるんPrecious (10:00-14:00)水曜担当パーソナリティ（2018年4月～2020年4月）